# إمبراطور كل هيسبانيا
إمبراتور هيسبانيا أو إمبراتور كل إسبان (الإسبانية:Imperator totius Hispaniae)؛ اشتقت الكلمة من إمبراتور التي استخدمت خلال فترة الجمهورية الرومانية، اللقب ظهر خلال القرن التاسع؛ بحيث تم استخدمه في مقام الأول من قبل حكام ليون وقشتالة، وأيضا وجد اللقب في عملة مملكة نافارا، وأيضا استخدم من قبل أواخر كونتات قشتالة، وأيضا استخدم إمبراطور جليقية من بعض الحكام، واستخدمه يتم إما عن طريق كثرة الفتوحات خلال حروب الاسترداد أو بالتفوق العسكري أو حكمه على عدة مجموعات أثنية أو دينية، أو بمطالبته بالسيادة على ملوك شبه الجزيرة الأخرين سواء أكانوا مسيحيون أو مسلمون، تلقى استخدم اللقب الإمبراطوري اعتراف ضئيل خارج إسبانيا، ولكن مع حلول القرن الثالث عشر أصبح اللقب منسياً.

## قائمة الأباطرة

### الأباطرة
| الصورة | الإمبراطور                                     | اللقب المستخدم |
| ------ | ---------------------------------------------- | --- |
|        | ألفونسو الثالث ملك ليون (866–910)              | Hispaniae imperator (إمبراطور هسبانيا) imperator totius Hispaniae (إمبراطور كل هيسبانيا) magnus imperator (إمبراطور العظيم) |
|        | سانشو غارسيث الأول ملك بنبلونة (905–925)       | optime imperator (إمبراطور الأفضل)                                                                                          |
|        | أردونيو الثاني ملك ليون (910–924)              | serenissimus imperator (إمبراطور أكثر وثقاً) imperator Legionensis (إمبراطور ليون)                                           |
|        | راميرو الثاني ملك ليون (931–951)               | imperator (إمبراطور) |
|        | أردونيو الثالث ملك ليون (951–956)              | imperator (إمبراطور) |
|        | راميرو الثالث ملك ليون (966–984)               | dominissimus imperator (إمبراطور أكثر هيبة) Basileus (ملك/إمبراطور)                                                         |
|        | فرنان غونثالث كونت قشتالة (923–970)            | imperator terrae (إمبراطور كل الأرض)                                                                                        |
|        | غارسيا فرنانديث كونت قشتالة (970–995)          | imperator Castelle (إمبراطور قشتالة)                                                                                        |
|        | ألفونسو الخامس ملك ليون (999–1025)             | imperator (إمبراطور) |
|        | سانشو غارسيث الثالث ملك بنبلونة (1004–1035)    | imperator in Castella (إمبراطور في قشتالة)                                                                                  |
|        | برمودو الثالث ملك ليون (1027–1037)             | imperator in Leione or in Gallecia (إمبراطور في ليون أو جليقية)                                                             |
|        | فرناندو الأول ملك ليون وقشتالة (1035–1065)     | imperator magnus (إمبراطور العظيم)                                                                                          |
|        | غارسيا الثاني ملك جليقية والبرتغال (1065–1072) | bonus imperator (إمبراطور الطيب)                                                                                            |
|        | ألفونسو السادس ملك ليون وقشتالة (1065–1109)    | imperator totius Hispaniae (إمبراطور كل هيسبانيا) al-Imbraţūr dhī-l-Millatayn (إمبراطور الأديان)                            |
|        | ريموند من جليقية (1092–1107)                   | Gallecie imperator (إمبراطور جليقية)                                                                                        |
|        | أوراكا ملكة ليون وقشتالة (1109–1126)           | tocius Gallecie imperatrix (إمبراطورة كل جليقية) totius hispaniae imperatrix (إمبراطورة كل هيسبانيا)                        |
|        | ألفونسو الأول ملك أراغون وبنبلونة (1104–1134)  | imperator in Castella, Gallicia (إمبراطور في قشتالة، جليقية)                                                                |
|        | ألفونسو السابع ملك قشتالة وليون (1126–1157)    | imperator (إمبراطور) |

### إمبراطورات القرينات
هذه القائمة غير كاملة
| الصورة | الإمبراطورة         | قرينة الإمبراطور               |
| ------ | ------------------- | ------------------------------ |
|        | مايور من قشتالة     | سانشو غارسيث الثالث ملك نافارا |
|        | سانشا من ليون       | فرناندو الأول ملك ليون وقشتالة |
|        | أغنيس من آكيتاين    | ألفونسو السادس ملك قشتالة      |
|        | كونستانس من بورغندي | ألفونسو السادس ملك قشتالة      |
|        | بيرتا               | ألفونسو السادس ملك قشتالة      |
|        | إيزابيلا            | ألفونسو السادس ملك قشتالة      |
|        | بياتريس             | ألفونسو السادس ملك قشتالة      |
|        | برينغيلا من برشلونة | ألفونسو السابع ملك قشتالة      |
|        | ريكولدا من بولندا   | ألفونسو السابع ملك قشتالة      |